# Три орешка для Золушки (фильм, 2021)
«Три орешка для Золушки» (норв. Tre nøtter til Askepott) — норвежский фильм-сказка 2021 года, снятый Сесилией Мосли. Это новая экранизация одноимённой восточногерманско-чехословацкой классической сказки 1973 года, которая, в свою очередь, основана на одноимённой художественной сказке Божены Немцовой являющейся модификацией сказки авторства Гримма или Бехштейна. Материал Золушки.
Норвежская поп-певица Астрид Смепласс исполняет главную роль вместе с Ченгизом Алом.

## Сюжет
Золушка, родители которой умерли, живёт с мачехой и её дочерью Дорой в отдаленном поместье на севере. Пока там гостит королевская чета, Золушка, сама того не подозревая, встречает принца на конной прогулке. Возникающее между ними романтическое настроение нарушается двумя благородными спутниками принца, которые забирают своего хозяина на охоту. Тем временем королевская чета прощается с мачехой и её дочерью Дорой и приглашает их обеих на бал. На этом балу принцу, как он узнает наутро, предстоит выбрать невесту.
Дома на ферме мачеха отправляет Альфреда, старшего слугу, в город, чтобы тот нанял «стайлера», чтобы одеть её дочь Дору к балу. Альфред спрашивает Золушку, не принести ли ему что-нибудь. Золушка хочет «что-то, до чего он может дотянуться». Это оказалось птичье гнездо с тремя орешками, которые принц сбивает с дерева над Альфредом на санях для развлечения.
Пока надменный барон фон Снаузер заботится о Доре, Золушка обнаруживает волшебное содержимое первого лесного ореха: охотничье одеяние. Вооружившись этим (включая усы), Золушка встречает принца и двух его товарищей и демонстрирует свое превосходное умение обращаться с луком. За успешную стрельбу в голубя она получает приз, ранее предложенный принцем: перстень с печатью, который он получил от отца для своей будущей невесты.
Наступил вечер бала, и мачеха просит Золушку помочь свежеодетой и накрашенной Доре. Дора, которая недовольна своей внешностью, получает комплимент от Золушки. Начинающаяся дружба между сводными сестрами рушится мачехой из-за просьбы приглашения на бал Золушки, потому что Дора, чтобы угодить матери, нерешительно присоединяется к её смеху. В качестве мести в конце мачеха выбрасывает коробку с разноцветными блестками, в которых Золушка должна разобраться. После отъезда на бал, Золушке на помощь приходят голуби, так что Золушка, снаряженная содержимым второго ореха, отправляется с северным сиянием в замок королевской четы.
На балу раскрывается провинциальное происхождение мачехи и Доры, которые выставляют себя дураками, когда их представляют королевской чете. Позже Дора также привлекает внимание громким нервным смехом. На балу Золушка надевает вуаль и говорит с раздраженным принцем, который собирается покинуть бал. Он не узнает её, но хочет с ней потанцевать. Королевская чета и другие замечают романтическое настроение. Когда принц хочет узнать, кто такая Золушка, она загадывает ему загадку:
«Первая встреча: копоть на щеках, а не трубочист.
Вторая встреча: шляпа с перьями, лук и стрелы, а не охотник.
Третья встреча: бальное платье со шлейфом, а не принцесса».
Незадолго до того, как Золушка загадывает принцу загадку о своей личности, она замечает пристальные взгляды мачехи и поэтому убегает. Принц следует за ней по наущению короля. Золушка убегает, оставив только одну из своих бальных туфель. Принц ищет её в округе, а также приходит в поместье мачехи, где не находит Золушку. Он просит старуху разбудить всех девушек во дворе и вывести их. Во время этих поисков мачеха приходит домой с Дорой и находит вуаль, в которой Золушка была на балу. Теперь принц объявляет, что женится на женщине, которая подходит к найденной бальной туфельке.
Снаружи принц в отчаянии после безуспешной примерки туфель, и тогда жители вспоминают «Золушку». В то время как принца ведут в комнату Золушки он находит там свой перстень с печаткой, а связанную Золушку выводят наружу её мачеха и Дора и запирают. Вскоре после этого принц видит женщину в бальном платье Золушки, идущую к саням. В то время как мачеха хочет, чтобы принц пообещал жениться на переодетой Доре, принц настаивает на том, чтобы примерить ей туфли. У мачехи нет выхода, и она убегает с санями и переодетой Дорой. Тем временем Золушка освободилась и открыла последний орех. Но в нём пусто — это «только» она сама. После того, как мачеха потеряла управление санями, двух женщин спасает принц, который теперь понимает, что Дора не та девушка, которую он ищет. Когда Золушка появляется без маскировки, принц узнает её. В гневе мачеха толкает принца через ранее сломанные перила моста в пропасть. Золушка смогла использовать стрелу, чтобы прибить кожаную петлю, обернутую вокруг ноги принца, к перилам моста, не давая принцу упасть. После непродолжительного словесного спора с мачехой она прибивает ее капюшон к перилам моста, а затем помогает принцу подняться. После того, как принц разгадал загадку, он спрашивает Золушку, хочет ли она выйти за него замуж, потому что «так принято». Она отказывается, указывая, что они только что встретились и могут делать все, что захотят.

## В ролях
- Астрид Смепласс — Золушка
- Ченгиз Аль — принц
- Эллен Доррит Петерсен — мачеха
- Ингрид Гиевер — Дора
- Бьорн Сандквист — Альфред
- Энн Марит Якобсен — Роза
- Надер Хадеми — барон Снаузер
- Торбьорн Харр — король
- Насрин Хусрави — королева
- Сйор Ватне Брин — Бендик
- Артур Хакалахти — Сами
- Йонис Йозеф — Вестники
- Тойво Ти Терьесен — Ола
- Нильс Йорген Каалстад — частный репетитор
- Кристофер Хивью — жених

## Производство
Норвежским кинематографистам пришла в голову идея ремейка классической сказки 1973 года «Три орешка для Золушки». В 2015 году они предложили режиссёру оригинального фильма Вацлаву Ворличеку поработать над ремейком. Он отказался, но согласился на продажу лицензии.
Ведущая актриса Астрид Смепласс, которая стала известна в своей стране благодаря участию в шоу талантов «Идол» в 2013 году и с тех пор добилась успеха в качестве поп-певицы Астрид С, дебютировала в кино, сыграв роль Золушки. Для фильма Смепласс пришлось самой научиться верховой езде и стрельбе из лука, в отличие от чешской актрисы Либуше Шафранковой, которая уже умела ездить на лошадях, когда взяла на себя роль в оригинальной версии. Für den Film musste Smeplass selbst Reiten und Bogenschießen lernen, anders als die tschechische Schauspielerin Libuše Šafránková, die schon reiten konnte, als sie die Rolle in der Originalfassung übernahm.
Режиссёром фильма выступила норвежская актриса и кинорежиссёр Сесили А. Мосли. Камилла Крогсвин, Карстен Фуллу, Сив Раджендрам Элиассен и Анна Баш-Виг отвечали за адаптированный сценарий. Продюсерами выступили Фредерик П. Н. Ховард и Петтер Дж. Боргли.
Фильм снимался в средневековом замке со рвом в литовском городе Тракай и на киностудии в Литве. Другие места включают музей под открытым небом Майхауген в Лиллехаммере и горы Йотунхеймен в Норвегии.

## Релиз
В Норвегии Tre nøtter til Askepott был показан в кинотеатрах 12 ноября 2021 года. В Германии ремейк вышел 20 декабря 2021 года на платформе видео по запросу Prime Video. Он был показан в чешских кинотеатрах 23 декабря 2021 года Am 23. Dezember 2021 kam sie in die tschechischen Kinos..

## Приём

### Норвегия
Рецензии кинокритиков на «Три орешка для Золушки» в Норвегии были в основном положительными. Фильм получил высокую оценку за актёрский состав, постановку и адаптацию любимого оригинала. В некоторых обзорах говорилось, что перезагрузке не хватает романтики и очарования оригинала.
Мод Стейнхьер из ежедневной газеты Dagsavisen написал: «Астрид Смепласс наполняет сверкающие бальные туфли Золушки земным очарованием и силой воли в фильме „Орешек для Золушки“, в котором есть все, что нужно, чтобы стать новой классикой жанра».
Торе Андре Ойос из киножурнала Filmfront.no назвал Золушку «довольно хорошо сделанным, солидным и красивым переосмыслением, возможно, не современной, современной во всех отношениях истории любви». Он сказал: «Несмотря на некоторые обновления, в том числе слегка переписанные гендерные роли и краткий гомосексуальный поцелуй ближе к концу, мы все ещё можем радоваться тому, что с точки зрения политкорректности не было перебора. […] Если вы проглотите здесь старомодное, фильм быстро станет слегка ностальгическим и, что не менее важно, атмосферным рождественским опытом для молодых и старых».